# Guerras Cantábricas
As Guerras Cantábricas (29 a.C. - 19 a.C.), também ditas Cantábricas ou Cântabras, ocorreram durante a conquista romana das antigas províncias da Cantábria e das Astúrias, no norte da Espanha, e cuja assimilação pelo Império Romano constituíram o final da conquista da Hispânia.
Tratou-se de confrontos entre o Império Romano e os diferentes povos cântabros que habitavam o território conhecido pelos romanos como Cantabri, a norte da Península Ibérica.
Os confrontos travados por Roma contra os diversos povos do norte hispânico (cântabros e ástures nomeadamente) representavam a culminação da longa conquista da Península Ibérica. A ressonância destas guerras ultrapassou a de grande parte das empreendidas pelo Estado Romano ao longo da sua história. A razão disso não é estritamente militar, senão o alcance político concedido à conquista do norte peninsular, operação dirigida pessoalmente pelo imperador Augusto.

Assim começa Floro seu relato para narrar os fatos acontecidos numa contenda que fez com que o próprio imperador Augusto abrisse as portas do Templo de Jano, em sinal de combate total, e se deslocasse de Roma para a terra dos cântabros:

## Contexto geográfico e histórico
Desde aproximadamente 50 a.C., somente os cântabros e os ástures mantinham a independência frente de Roma, embora ocasionalmente se enrolassem nas tropas auxiliares romanas, como consta em 50 a.C.-49 a.C., durante as guerras civis, ao serviço de Pompeu. O restante dos povoadores da Península já foram submetidos, ou bem aderiram voluntariamente aos romanos.
Não é fácil precisar o palco da contenda, mas há dados que apontam a que no começo estendeu-se até terras ástures ao menos durante os primeiros anos da contenda. Dois anos após ter começado, em 27 a.C. e em plena campanha militar, a Península Ibérica foi dividida em três províncias, em vez das duas que se conheciam até então. A Hispânia ficava assim dividida na "Bética" ou "Ulterior", na Lusitânia, de nova criação, e na Citerior ou Tarraconense. Este fato teve importância para realizar uma contextualização geográfica correta:
Em primeiro lugar, a divisão ocorreu, precisamente, como consequência e na metade da guerra. Ao mesmo tempo dá-se a circunstância de que Astúrias e Galécia (Astúrias e Galiza) ficam enquadradas na província da Lusitania, enquanto Cantábria fica enquadrada na província Citerior, sob o controlo direto do imperador Augusto que se apresenta precisamente esse mesmo ano (27 a.C.) nas terras cântabras. Este fato implica expressamente que Cantábria não se considerava ainda uma "terra pacificada" e que, portanto, precisava tropas sob o governo do legatus augusti propaetore para ser pacificada.
Em qualquer caso, o teatro de operações ficaria dividido em dois, com o território das atuais Astúrias, Leão e zonas de Zamora e da Galiza a um lado, e de Cantábria, norte de Palência e norte de Burgos ao outro. Neste contexto, o palco seria atendido independente e simultaneamente por dois legados diferentes, ficando o próprio Augusto com o controlo da "guerra contra os cântabros", que duraria sete anos mais.
Nesse contexto histórico, os povoadores cântabros chegavam a Oeste até o atual rio Sella, na atual Astúrias, baixando para sul até as suas fontes no vale de Sajambre; a sul sobressaía a cidade naturalmente fortificada de Peña Amaya (atualmente na província de Burgos) e a leste os seus limites chegavam até a ria de Oriñano, fim do rio Agüera, entre as povoações de Guriezo e Castro Urdiales, próximas ao atual limite com Biscaia, então território autrigão.
Terminadas essas guerras, concluiria a conquista da Hispânia pelos romanos.

## Antecedentes
As primeiras aparições dos Cântabros no contexto histórico das guerras de Roma na Hispânia é muito anterior ao das próprias Guerras Cantábricas, pois os cântabros tinham já sido empregues como mercenários em diferentes conflitos tanto dentro como fora da Península. Assim, anos antes do começo das Guerras Cantábricas, o exército romano já conhecia o caráter guerreiro dos povos do Norte da Península. Existe constância de que participaram na guerra dos cartagineses contra Roma durante a Segunda Guerra Púnica:
| “ | Já então se achava avisado Aníbal, tendo sacado do nosso país tropas com que guarnecer pontos fracos da África, e trazendo cá outras hostes africanas no comando do seu irmão Asdrúbal: reuniu em Cartagena um exército composto por mais de 100 000 soldados de infantaria, 12 000 ginetes e 100 elefantes, encontrando-se entre aquelas tropas numerosos corpos de soldados hispanos assalariados, aos quais deveu algumas das suas vitórias. À cabeça destas pessoas, cuja maior parte compunham os nossos peninsulares sóbrios, ágeis e infatigáveis, lançou-se, em 537 de Roma, a levar a guerra para o coração mesmo da Itália, muito contra a esperança dos romanos que criam ia circunscrever-se a luta às comarcas da Espanha e de Sicília. No exército de Aníbal ocupavam o primeiro lugar entre a multidão hispânica os então indômitos cântabros, segundo o manifestam Silio Itálico (livro III), e Quinto Horácio Flaco (lib. IV, oda XIV). | ” |

Também parece constatada sua intervenção ajudando os váceos da meseta norte contra os romanos  em 151 a.C. E assim mesmo são mencionados novamente durante o cerco de Numância:
| “ | Quinto Pompeu Rufo, a pouco de tomar o mando da Hispânia Citerior, rompeu com a cidade de Numância a paz estipulada nos tratados feitos com Tibério Semprônio Graco, argumentando ter os numantinos dado asilo aos habitantes de Segeda que, nos tempos de Viriato, auxiliaram tão célebre caudilho hispano e tremendo inimigo do povo romano. Os de Numância, dirigidos pelo valente e destro chefe Mégara, defenderam-se tão hábil e denodadamente, que Pompeio Rufo, concluído o período do seu mando, deixou em pé a guerra, e a Popílio à frente do exército. Popílio continuou a luta, mas com tal desgraça que se viu derrotado pelos seus aguerridos e heroicos contendedores. Foi sucedido no mando pelo cônsul Caio Hostílio Mancino, o qual sitiou Numância, e após ter sofrido grandes perdas com as impetuosas saídas dos habitantes, teve notícia de que os cântabros e os váceos marchavam a socorrer os da cidade. Não se atrevendo a aguardá-los, fugiu levantando sigilosamente durante a noite seu acampamento. | ” |

Também se acredita que houve presença de guerreiros cântabros nas Guerras Sertorianas ou sua intervenção junto aos aquitanos nas guerras contra Júlio César para defender as Gálias. De acordo com o próprio testemunho de César, houve tropas cântabras na batalha de Ilerda (Lérida) em 49 a.C.
As tropas romanas chegaram a perder um estandarte, fato humilhante. Alguns historiadores romanos justificaram esta campanha, porém, como resposta às incursões que os cântabros realizavam nas terras da meseta habitadas por povos já submetidos a Roma. Parece mais provável que estivessem interessados no ouro astur e no ferro cântabro.
Na primavera de 26 a.C., Augusto abriu as portas do Templo de Jano (símbolo de estado de guerra) e dirigiu-se para a Hispânia, estabelecendo a base de operações em Segisama, atual Sasamón, (Burgos).

## Exércitos e estratégias

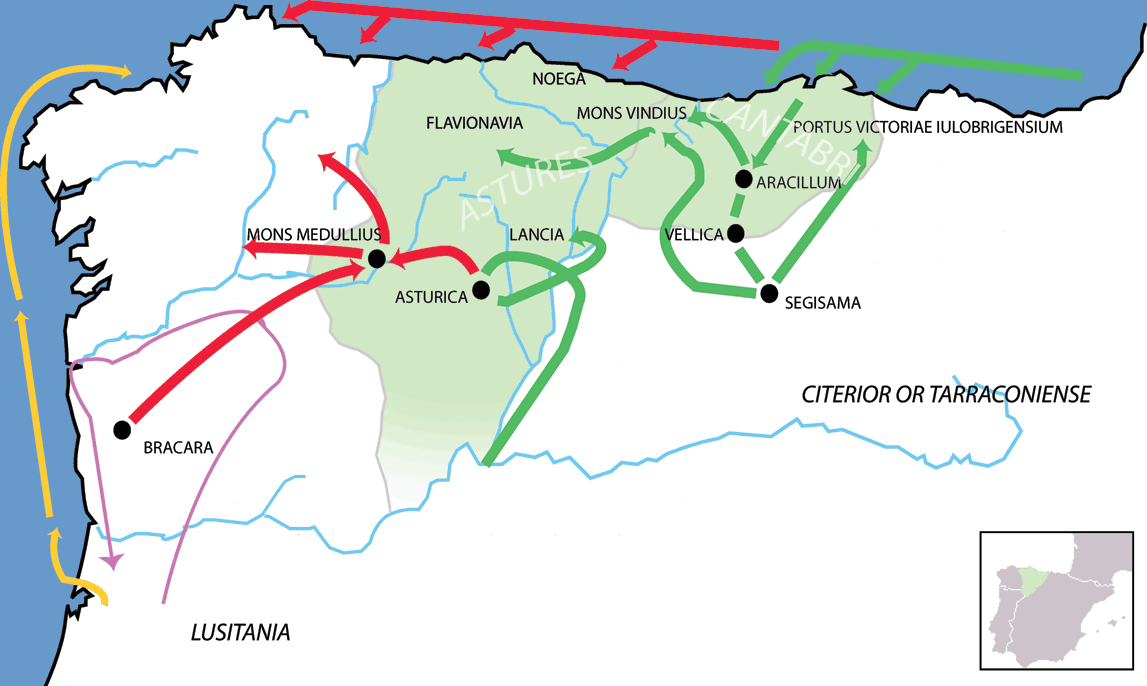
Operações militares romanas durante a guerra nas duas frentes contra cântabros (Bellum Cantabricum) e contra ástures (Bellum Asturicum).
Campanha de Décimo Júnio Bruto Galaico de 137 a.C.
Campanha de Júlio César de 61 a.C.
Campanha de 25 a.C.
Campanha de 26 a.C.

A primeira intervenção importante de Roma contra os povos do norte da Meseta, protagonizou-a  em 29 a.C., Estacílio Tauro, que recebeu de Augusto o título de imperator, por submeter cântabros, ástures e váceos. Nos dois anos seguintes foram retomadas as hostilidades, conseguindo Caio Calvísio Sabino e o procônsul Sexto Apuleio seus triunfos respectivos no comando das tropas. Porém, os povos do norte continuavam independentes. Augusto deslocou-se para a Hispânia e, à frente dos exércitos, iniciou a campanha de 26 a.C. contra os cântabros.
De acordo com o historiador romano Dião Cássio, a tática de cântabros e de ástures consistia numa guerra de guerrilhas, evitando a acometida direta  sobre as forças romanas, conscientes da sua inferioridade numérica, do seu inferior armamento e da invulnerabilidade tática das legiões romanas em campo aberto. Seu melhor conhecimento de um território abrupto e montanhoso permitia ofensivas rápidas e com surpresa mediante o uso de armas de arremesso, com emboscadas e ataques de grande mobilidade seguidos de um ágil repregue, que causavam graves danos às forças romanas e às suas linhas de abastecimento.
De acordo com o registro em representações em moedas e estelas, os cântabros manejavam com habilidade o armamento ligeiro e assim o assinala o poeta Lucano:
| “ | Cantaber exiguis et longis Teutonus armis. | ” |

Portavam espada pequena, punhal, dardos, lanças, escudos redondos ou ovalados de madeira, parapeitos de couro ou linho, gorros de pele com tiras de nervos, bem como com a falcata ibérica e a bipennis, arma esta última que consistia numa machado de duplo gume, definidora dos povos do Norte da Hispânia. Não fica registro do uso do arco e da funda, embora seja provável que a conhecessem e usassem.
Os cântabros eram hábeis à hora de montar a cavalo, como o reflete o fato de algumas das suas táticas de cavalaria passarem a ser empregues pelo exército romano, tais como o círculo cantábrico (circulus cantabricus), consistente numa formação de cavalaria em semicírculo, e o cantabricus impetus, ataque frontal e massivo contra as linhas inimigas com o fim de desfazê-las, descritas por Flávio Arriano.
Augusto destacou várias legiões no conflito em diferentes momentos da contenda:

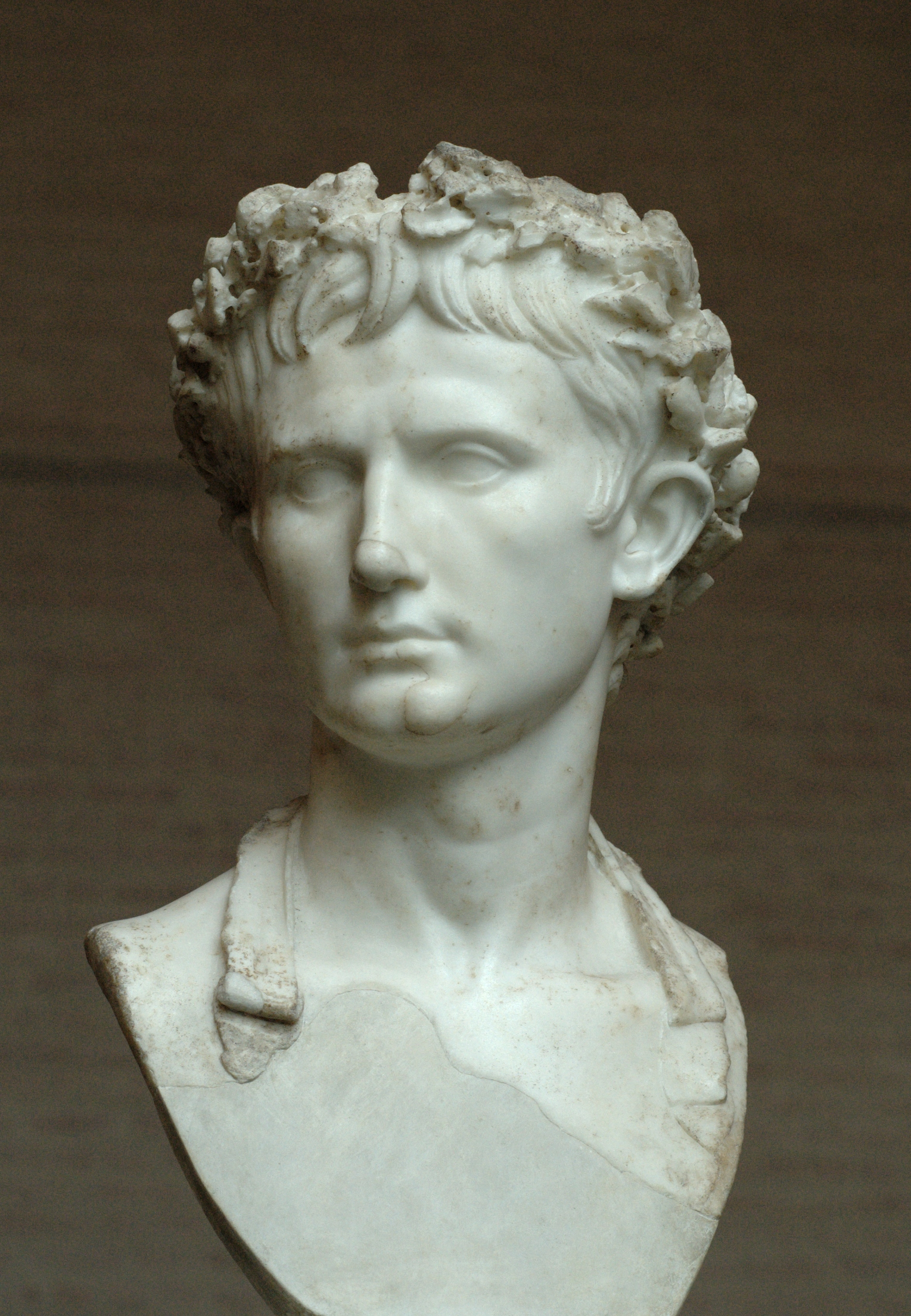
Augusto com a coroa cívica.

- Legio I Augusta (Perdeu o apelativo Augusta após sua derrota em 19 a.C.).
- Legio II Augusta.
- Legio IV Macedonica.
- Legio V Alaudae (opera nas Astúrias).
- Legio VI Victrix (opera nas Astúrias).
- Legio IX Hispanica.
- Legio X Gemina (opera nas Astúrias).
- Legio XX Valeria Victrix.

A elas uniram-se várias tropas auxiliares:
- Ala II Gallorum.
- Ala II Thracum vitrix ciuium romanorum.
- Cohors IV Thracum equitata.
- Cohors IV Gallorum.
- Ala Parthorum.
- Ala Augusta.

Também participou a marinha romana com a Classis Aquitanica, que chegou às costas cântabras enviada desde a Aquitânia e desembarcou em  Portus Blendium (atual Suances). Esta seria determinante na resolução do conflito, pois completou o cerco aos cântabros iniciado pelas tropas deslocadas em terra. Acredita-se que, ao todo, o exército romano destacou cerca de 70 000 homens, embora estes cálculos variem segundo os autores, dado que o cálculo se baseia em 5 000 homens por legião. Mesmo é provável que a cifra fosse superior aos 80 000 homens contando os auxiliares, pois , após  a reforma de Caio Mário, a legião passou a ter 6 000 soldados, embora uma legião, na época de Augusto, estivesse oficialmente composta por 6 200 homens, por diversas circunstâncias, a cifra costumava oscilar entre os 5 000 e os 8 000 soldados.
Em 25 a.C., Augusto entrega aos ástures de Briganto o acampamento de Astúrica Augusta (atual Astorga) em prêmio pela sua ajuda. Além disso, repartiu terras nas planícies aos aliados. Porém, os ástures uniram-se posteriormente aos cântabros na defesa comum. O imperador Augusto teve de retirar-se para Tarraco (atual Tarragona) um ano depois da sua chegada, presumivelmente devido a uma doença. A contenda durou mais de dez anos.
Estas e as campanhas contra os ilírios em 35 a.C.-33 a.C., foram as únicas que dirigiu pessoalmente Augusto contra povos bárbaros. Com a conquista efetiva da Galécia e dad Astúrias, a guerra parecia terminada. Uma vez licenciados alguns dos soldados das suas legiões, Carísio fundou em 25 a.C., a colônia Emerita Augusta (Mérida), cunhando uma moeda comemorativa da fundação e das suas vitórias no norte.
Em 24 a.C., os cântabros e ástures retomam as hostilidades, ainda que com as suas forças  enfraquecidas. Esse ano, o novo governador da Tarraconense, L. Élio Lámia, levou a cabo uma cruel repressão contra estes povos, já que atacaram as tropas romanas atraindo-as para uma emboscada sob a promessa de provisões.
Foi substituído em 22 a.C. por Caio Fúrnio. A nova ação partiu dos ástures, descontentes com o controlo militar do governador da Lusitânia, e arrastou os cântabros, que, numa operação independente, foram submetidos por Fúrnio. Posteriormente, este teve de acudir com ajuda do legado da Lusitânia para pacificar os ástures.

## Principais batalhas
A maioria das batalhas importantes foram travadas entre 26 e 22 a.C., sendo esta a época de maior intensidade da guerra. As principais batalhas foram:
- Astúrica Augusta, primeira cidade astur, conquistada  em 26 a.C.
- Penha Amaya e monte Bernorio,  em 26 a.C. Augusto estava no comando dos romanos.
- batalha de Castro Bérgido, cidade ásture, conquistada em 26 a.C.
- Batalha de Vélica, grande batalha em monte Cildá, no verão de 26 a.C.
- Batalha de Lância, na primavera de 25 a.C. Nesta batalha, um grande exército formado por ástures de diferentes tribos é derrotado.
- Cerco do monte Víndio, no outono de 25 a.C.
- Batalha de Aracilo, no inverno de 25 a.C., esta foi, provavelmente a batalha mais importante das Guerras Cantábricas, o castro, que ofereceu uma alta resistência foi rodeado por três acampamentos e tomado por Caio Antíscio Veto, com 5 legiões ao seu mando.
- Cerco do monte Medúlio, 22 a.C. Os cântabros rodeados por um cerco de 15 milhas, preferem a morte antes que a escravidão.

## Finalização do conflito
Ao contrário de outros conflitos similares, o Império Romano optou por não fazer prisioneiros, o que implicou a eliminação dos cântabros em idade militar. De acordo com Dião Cássio:
| “ | Dos cântabros não foram tomados muitos prisioneiros; pois quando desesperaram da sua liberdade não quiseram suportar mais a vida, senão que incendiaram antes suas muralhas, uns degolaram-se, outros quiseram perecer nas mesmas chamas, outros ingeriram um veneno de comum acordo, de jeito que a maior e belicosa parte deles pereceu. Os ástures, tão logo foram recusados de um lugar que assediavam, e vencidos depois na batalha, não resistiram mais e submeteram-se em seguida. | ” |

Era costume dos guerreiros cântabros o suicídio antes que a escravidão. Quer com a espada, quer com o fogo, quer envenenando-se com poções feitas com sementes de teixo, árvore mítica celta, que levavam preparadas para o efeito. Assim o recolhe Sílio Itálico na sua descrição sobre os costumes dos cântabros alistados no exército de Aníbal:
| “ | O cântabro, invencível frente do frio, o calor e a fome, ganha antes que ninguém em todo tipo de trabalhos. Admirável amor ao seu povo! Quando a inútil idade senil começa a encanecer, põem fim aos seus anos, já não aptos para a guerra, envenenando-se com o teixo. Para ele é impossível viver sem a guerra, pois toda a razão da sua vida a põe nas suas armas, considerando um castigo viver para a paz. | ” |

Estrabo relata que desprezavam a morte e a dor, até o ponto de continuarem cantando seus hinos de vitória ainda após crucificados. Para eles, segundo Estrabo, falecer como guerreiros e livres era uma vitória.
A guerra pode considerar-se finalizada em 19 a.C., embora se tenha registro de rebeliões menores posteriores. A região foi devastada e os castros destruídos e incendiados, deportando massivamente a população e transladando-a para as planícies. Roma, assim como fez em outros territórios, quis impor suas reformas. Apesar de ser massacrado e obrigado a baixar para a planície, os romanos deixaram duas legiões por volta de sessenta anos mais (a X Gemina e a IV Macedônica).
Após as Guerras Cantábricas e a submissão dos cântabros por Roma, as legiões romanas adotaram deles a simbologia solar de cruzes gamadas e símbolos lunares ou solares, tais como o lábaro cântabro que portariam até 300 anos depois. O exército romano copiou dos cântabros também táticas de cavalaria como as que deram em denominar o circulus cantabricus e o cantabricus impetus, anteriormente mencionadas.

## Vestígios arqueológicos
- Conjunto Arqueológico formado pelos sítios de La Espina del Gallego, Cildá, o Cantón e Campo de Las Cercas: o Castro da Espina del Gallego entre Corvera de Toranzo, Arenas de Iguña e Anievas tem 3,2 hectares. Fortaleza cântabra rodeada por três muralhas, a maior delas com cerca de dois metros e meio de largo. Nele apareceram as primeiras evidências arqueológicas das Guerras Cantábricas, bem como dos acampamentos romanos (Cildá, El Cantón, Campo de Las Cercas), muito bem conservados, que o assediavam.
- Castrum da Carisa, em Lena (Astúrias).
- Serra de Las Médulas (Leão), um dos muitos possíveis palcos da batalha do monte Medulio.
- Castro de Prellezo.
- Assédio de castro de La Loma.
- Acampamentos romanos de Castillejo e La Muela.
- Castro do Cerro de la Maza.